# VDK Gent Damesvolleybalteam 2021-2022
Questa voce raccoglie le informazioni riguardanti il VDK Gent Damesvolleybalteam nelle competizioni ufficiali della stagione 2021-2022.

## Organigramma societario
Area direttiva
- Presidente: Harry Rumes

Area tecnica
- Allenatore: Stijn Morand
- Allenatore in seconda: Bruno Houtteman
- Scout man: Matthias Dermout

Area sanitaria
- Fisioterapista: Jens Hautekiet

## Rosa
| N° | Nome               | Ruolo | Data di nascita  | Nazionalità sportiva |
| -- | ------------------ | ----- | ---------------- | -------------------- |
| 1  | Els Vandesteene    | S     | 30 maggio 1987   | Belgio               |
| 2  | Saar Wallaeys      | P     | 10 dicembre 1997 | Belgio               |
| 3  | Tine De Quick      | L     | 10 ottobre 2001  | Belgio               |
| 4  | Elise Van Cleemput | S     | 13 febbraio 2001 | Belgio               |
| 5  | Marlies Janssens   | C     | 4 giugno 1997    | Belgio               |
| 6  | Charlotte Coppin   | P     | 1º dicembre 1998 | Belgio               |
| 7  | Lise De Valkeneer  | S     | 16 gennaio 1990  | Belgio               |
| 8  | Laure Flament      | S     | 18 giugno 1998   | Belgio               |
| 9  | Lotte De Quick     | P     | 11 gennaio 1998  | Belgio               |
| 10 | Julie Smeets       | O     | 10 aprile 1997   | Belgio               |
| 11 | Iris Vandewiele    | C     | 7 marzo 1994     | Belgio               |
| 12 | Janne Devos        | S     | 25 maggio 1999   | Belgio               |
| 17 | Axelle Longeval    | L     | 28 marzo 1997    | Belgio               |
| 19 | Charlotte Desmet   | C     | 7 settembre 1999 | Belgio               |